# Robert Friedland
Pour les articles homonymes, voir Friedland.
 (janvier 2020).
Si vous disposez d'ouvrages ou d'articles de référence ou si vous connaissez des sites web de qualité traitant du thème abordé ici, merci de compléter l'article en donnant les références utiles à sa vérifiabilité et en les liant à la section « Notes et références ».
Robert Martin Friedland, né le 18 août 1950[réf. nécessaire] à Chicago, est un financier international canado-américain et un acteur majeur de l'industrie minière[réf. nécessaire]. 
Depuis le début des années 80, il s'est spécialisé dans l'obtention de financements pour l'exploration et le développement de ressources minérales et énergétiques et d'entreprises technologiques de pointe. Il est le fondateur et président de son entreprise familiale privée, Ivanhoe Capital Corporation, qui est active sur les marchés financiers mondiaux et se concentre sur les marchés émergents. Friedland est le fondateur d'Ivanhoe Mines - une société ouverte canadienne cotée aux bourses de New York, NASDAQ et Toronto,.

## Biographie
Robert Friedland est né à Chicago, dans l'Illinois, aîné d'une fratrie de trois enfants. Ses parents sont Ilona (Muller) et Albert Friedland. Albert survit à un séjour de trois ans à Auschwitz et sa mère travaille comme forçat pendant l'Holocauste. 
Robert Friedland démissionne du Bowdoin College en 1970 après avoir été arrêté par les autorités fédérales pour possession de LSD d'une valeur d'environ 100 000 $, un crime qui lui vaut une peine d'incarcération de deux ans dans une prison fédérale, mais il bénéficie d'une libération hâtive sur probation. 
En 1974, le Reed College, en Oregon, lui décerne un baccalauréat en sciences politiques. Pendant sa dernière année au Reed, Friedland est président du conseil étudiant. Pendant son séjour au Reed, Friedland rencontre Steve Jobs, avec qui il partage un intérêt pour la spiritualité orientale. À cette époque, Friedland est curateur d'un verger au Sud de Portland, propriété de son oncle millionnaire Marcel Muller, et  Jobs s'y rend le weekend pour y travailler. C'est ce verger qui a servi d'inspiration au nom de l'entreprise Apple, Inc. Friedland transforme le verger en commune appelée All One Farm. Ses partisans ne sont pas payés pour leurs activités commerciales à cet endroit,.
En 2021, il est l'un des producteurs exécutifs du film Palmer avec Justin Timberlake.